# Tipula ternaria
Tipula ternaria är en tvåvingeart som beskrevs av Friedrich Hermann Loew 1864. Tipula ternaria ingår i släktet Tipula och familjen storharkrankar. Inga underarter finns listade i Catalogue of Life.